# Sunglow Festival
Sunglow Festival (gestileerd als SUNGLOW) is een jaarlijks terugkerend eendaags muziekfestival op het Recreatieoord Binnenmaas tussen Blaaksedijk en Mijnsheerenland in de Nederlandse provincie Zuid-Holland. Sunglow wordt in hetzelfde weekend, op hetzelfde terrein georganiseerd als Dutchglow.
Sunglow ontstond in 2013 met een divers muzikaal aanbod. In 2017 sloeg de organisatie een nieuwe weg in.